# Club Esportiu Castelló 2001/02
La temporada 2001/02 va ser la 79a en la història del CE Castelló. L'inici de la campanya era ple d'il·lusió: a priori era un dels conjunts més forts de tota la Segona B. Comtava amb jugadors que, sense ser massa majors, tenien una experiència recent a la Primera divisió, com ara Dani Bouzas, Ángel Luis i Palacios, a banda de l'important esforç econòmic per Salillas. Però malgrat tot plegat l'equip va continuar amb la línia descendent de les darreres temporades. Després de passar tot l'any a la part baixa de la taula classificatòria, tan sols aconseguí la permanència a la penúltima jornada. En els moments més crítics, amb dos coneixedors del planter com eren Santi Palau i Jorge Palomo d'entrenadors, es va donar l'oportunitat a diversos jugadors de l'Amateur. Alguns d'ells, com ara Àngel Dealbert i Castell, arribaren a consolidar-se al primer equip.
Llavors feia 33 anys que el club no estava a la Tercera divisió. Però com que la Segona B no existí fins a 1977, aquest era el pitjor resultat a la Lliga de tota la seva història, juntament amb la temporada 1958/59, a la que també va estar a prop de baixar a la quarta categoria nacional.

## Plantilla

### Jugadors
| Núm. | Pos. |                     | Jugador         | Procedència       | Temporada |
| ---- | ---- | ------------------- | --------------- | ----------------- | --------- |
| 1    | POR  | Catalunya           | Xavi Valero     | Logroñés          | 2000/01   |
| 2    | DEF  | França              | Vivian Dors     | Zaragoza B        | 1999/00   |
| 3    | DEF  | País Valencià       | Rubén García    | Castelló B        | 2000/01   |
| 4    | DEF  | Galícia             | Miguel Figueira | Llevant           | 2001/02   |
| 5    | DEF  | País Valencià       | Mora            | Castelló B        | 2000/01   |
| 6    | MIG  | Catalunya           | Besora          | Murcia            | 2000/01   |
| 7    | DAV  | Galícia             | Dani Bouzas     | Rayo              | 2000/01   |
| 8    | MIG  | País Basc           | Joseba Agirre   | R Sociedad B      | 1998/99   |
| 9    | DAV  | Aragó               | Paco Salillas   | Llevant           | 2001/02   |
| 10   | MIG  | Illes Canàries      | Ángel Luis      | Osasuna           | 2001/02   |
| 11   | MIG  | País Valencià       | Javi Sanchis    | Vila-real         | 1999/00   |
| 12   | MIG  | País Valencià       | Ramón Debón     | Castelló B        | 2000/01   |
| 13   | DEF  | País Valencià       | Elies           | València B        | 2001/02   |
| 14   | DEF  | Comunitat de Madrid | Palacios        | Campomaiorense    | 2001/02   |
| 15   | MIG  | Castella - la Manxa | Chito           | Almería           | 2000/01   |
| 16   | DEF  | Andalusia           | Paco Mije       | Sevilla B / Ceuta | 2001/02   |
| 17   | DEF  | Aragó               | David Ruiz      | Mérida            | 2000/01   |

| No. | Posició |                     | Jugador         | Procedència       | Temporada |
| --- | ------- | ------------------- | --------------- | ----------------- | --------- |
| 18  | MIG     | Argentina           | Uriel           | Premià            | 2001/02   |
| 19  | DAV     | Catalunya           | Jordi Martínez  | Figueres          | 2000/01   |
| 20  | DAV     | Castella - la Manxa | Soriano         | Sevilla B / Ceuta | 2001/02   |
| 21  | DAV     | Aragó               | Diego Gómez     | Huesca            | 2000/01   |
| 22  | MIG     | País Valencià       | Juan Navarro    | Albacete          | 2000/01   |
| 23  | POR     | País Valencià       | Óscar Sidro     | Castelló B        | 1997/98   |
| 24  | MIG     | País Valencià       | Roberto Tomás   | Castelló B        | 2000/01   |
| 25  | POR     | Navarra             | Asiain          | Poli Almería      | 2000/01   |
|     | DEF     | Andalusia           | Hermosín        | Guadix            | 2000/01   |
|     | MIG     | Andalusia           | Francis         | Llevant           | 2001/02   |
| F   | DEF     | País Valencià       | Carlos García   | Castelló B        | 2001/02   |
| F   | DEF     | País Valencià       | Dealbert        | Castelló B        | 2001/02   |
| F   | DEF     | País Valencià       | Javi Cuevas     | Castelló B        | 2000/01   |
| F   | MIG     | País Valencià       | Castell         | Almassora         | 2001/02   |
| F   | MIG     | País Valencià       | Héctor Mohedo   | Castelló B        | 2000/01   |
| F   | MIG     | Cantàbria           | Javi Higuera    | Castelló B        | 2001/02   |
| F   | DAV     | País Valencià       | Vicente Roberto | Borriana          | 2001/02   |

- Uriel té passaport italià  .

#### Altes
| Núm. | Posició |                   | Jugador         | Procedència          | Preu           | Mercat |
| ---- | ------- | ----------------- | --------------- | -------------------- | -------------- | ------ |
|      | DEF     | País Valencià     | Elies           | València B           | ?              | Estiu  |
|      | DEF     | Galícia           | Miguel Figueira | Levante UD           | ?              | Estiu  |
|      | DEF     | Andalusia         | Paco Mije       | Sevilla B / AD Ceuta | ?              | Estiu  |
|      | DEF     | Madrid            | Palacios        | SC Campomaiorense    | ?              | Estiu  |
|      | MIG     | Canàries          | Ángel Luis      | CA Osasuna           | ?              | Estiu  |
|      | MIG     | Argentina         | Uriel           | CE Premià            | ?              | Estiu  |
|      | DAV     | Aragó             | Paco Salillas   | Levante UD           | 25.000.000 pts | Estiu  |
|      | DAV     | Castella-La Manxa | Soriano         | Sevilla B / AD Ceuta | ?              | Estiu  |
|      | MIG     | Andalusia         | Francis         | Levante UD           | ?              | Hivern |

#### Baixes
| Núm. | Posició |                 | Jugador        | Destinació                       | Preu         | Mercat |
| ---- | ------- | --------------- | -------------- | -------------------------------- | ------------ | ------ |
|      | DEF     | Catalunya       | Albert Cámara  | CE L'Hospitalet                  | 0 pts        | Estiu  |
|      | DEF     | Castella i Lleó | Garrido        | Racing de Ferrol                 | 0 pts        | Estiu  |
|      | DEF     | Astúries        | Iván Parra     | Novelda CF                       | 0 pts        | Estiu  |
|      | MIG     | Andalusia       | Ángel Luis     | UE Lleida                        | 0 pts        | Estiu  |
|      | MIG     | País Valencià   | Ino            | Zamora CF                        | 0 pts        | Estiu  |
|      | MIG     | Galícia         | Manu Miranda   | Racing de Ferrol / Pontevedra CF | Fi de cessió | Estiu  |
|      | MIG     | País Valencià   | Mullor         | Ontinyent CF                     | 0 pts        | Estiu  |
|      | DAV     | Galícia         | Curiel         | Pontevedra CF                    | 0 pts        | Estiu  |
|      | DAV     | Castella i Lleó | De los Ríos    | Talavera CF                      | 0 pts        | Estiu  |
|      | DAV     | Aragó           | Diego Gómez    | Zamora CF                        | 0 pts        | Hivern |
|      | DAV     | Catalunya       | Jordi Martínez | Cartagonova FC                   | 0 pts        | Hivern |

### Cos tècnic
- Entrenador: Juan Carlos Álvarez (fins a la jornada 13), Pepe Heredia (jornada 14), Santi Palau (des de la jornada 15 fins a la 35) i Jorge Palomo (des de la jornada 36).
- Segon entrenador: Emili Isierte
- Preparador físic: Jorge Simó.
- Metge: Pablo Soria.
- Fisioterapèuta: Pablo Granell i Alfonso Calvo.
- Director esportiu: Adolfo Andreu.
- Secretari tècnic: Pepe Heredia.